# Пятнистолобый американский стриж
Пятнистоло́бый америка́нский стриж (лат. Cypseloides cherriei) — вид птиц семейства стрижиных. Маленький стриж с коротким квадратным хвостом, относительно короткими крыльями и черноватым оперением характеризуется ярко-белыми пятнами перед глазами и за ними. Один из самых редких видов стрижей, он обитает в горных вечнозелёных лесах в Коста-Рике, Венесуэле, Эквадоре и Колумбии, ведёт оседлый образ жизни. Питается насекомыми, преимущественно перепончатокрылыми и полужесткокрылыми, может присоединяться к стаям других стрижей либо кормиться поодиночке или парами. Гнездо строит из мхов и печёночных мхов с применением большого количества грязи и украшает бамбуковыми листьями и папоротником. Гнездо может быть расположено либо на склоне у водопада, либо вдали от него, но всегда в местах с повышенной влажностью. Откладывает одно яйцо, инкубационный период составляет 36—38 дней, птенец остаётся в гнезде ещё 65—70 дней, демонстрируя в последние дни агрессивное поведение.
Вид был описан в 1893 году американским орнитологом Робертом Риджуэем на основе экземпляра, полученного в окрестностях вулкана Ирасу в Коста-Рике. Международный союз охраны природы относит пятнистолобого американского стрижа к видам, для оценки угрозы которым недостаточно данных. Международный союз орнитологов относит его к американским стрижам и не выделяет подвидов.

## Описание
Маленький стриж длиной 14 см и массой 21,7—23 г с коротким квадратным хвостом и относительно короткими крыльями. Длина крыла составляет 123 мм, хвоста — 44 мм, по другим данным — 128,9 мм и 44,22 мм соответственно. Хвост слегка скруглённый, стержни перьев хвоста развиты слабо, ноги маленькие, оперение черноватое. Крыло сверху темнее, чем снизу, как и у обыкновенных стрижей (Apus). Внутренние первостепенные и второстепенные маховые перья светлее внешних рулевых, а внешние первостепенные маховые перья темнее их. Некоторые кроющие перья имеют тот же цвет, что и рулевые, в то время как крылышко темнее. Горло — светлее, самое светлое место расположено на подбородке. Характерной особенностью пятнистолобого американского стрижа являются яркие белые пятна на лице: крупное перед глазом и мелкое, но хорошо заметное, за ним. Эти белые пятна не достигают клюва. Форма клюва и оперение вокруг него схожи у пятнистолобого, белогорлого (Cypseloides cryptus) и сумеречного (Cypseloides senex) американских стрижей. Глаза пятнистолобого американского стрижа крупнее, чем у стрижей схожих размеров.
Как и многие другие американские стрижи (Cypseloides), птицы возрастом старше одного года могут иметь две различные раскраски, названные американскими орнитологами Мануэлем Марином (англ. Manuel Marin) и Фрэнком Гарфилдом Стайлсом коричневатой и чёрной. У первой оперение коричневое, а более светлые кончики перьев создают чешуйчатый эффект, особенно заметный на горле. Пятно за глазом большое, на подхвостье часто бывает несколько перьев с узкими светлыми кончиками. Для чёрной раскраски характерно чёрное оперение всего тела, чешуйчатый эффект на горле и перья со светлыми кончиками на подхвостье отсутствуют. Возможно, коричневатая раскраска соответствует остаткам наряда молодых птиц. У молодых птиц оперение сверху коричневато-чёрное, снизу — светлее. В нижней части груди, по бокам, на крайних кроющих и второстепенных маховых перьях белые кончики, более широкие на подхвостье. Белые пятна за глазами у них меньше, чем у взрослых птиц, но они всегда присутствуют.
Линька начинается и заканчивается позже, чем у белогорлого американского стрижа. Птицы начинают линять во время кормления птенцов. Среди пойманных 4 июля 1986 года в Коста-Рике птиц ни одна ещё не начала линять, к августу только первое или второе первостепенное маховое перо было заменено, а к концу апреля следующего года десятое первостепенное маховое пятно продолжало расти. В Колумбии и Эквадоре линька у пятнистолобых американских стрижей происходит на 2—3 месяца раньше, чем в Коста-Рике. В Колумбии в мае у пойманной самки обновлённое первое первостепенное маховое перо полностью выросло, второе имело около половины полной длины, а третье — четверть. При этом у пойманного самца первостепенные перья ещё не линяли. У птиц, пойманных в июне в Эквадоре, четвёртое первостепенное маховое перо выросло наполовину.

### Схожие виды
Пятнистолобого американского стрижа крайне тяжело отличить от самки красношейного американского стрижа (Streptoprocne rutila), у которой ещё не проявился воротник. У них схожие размеры, но у пятнистолобого более крупные ноги и цевка. Марин и Стайлс отметили, что полёт пятнистолобого и красношейного американских стрижей очень схож. Они скользят по дугам, держа крылья слегка опущенными, или ускоряются, делая частые взмахи крыльями. Могут быстро менять скорость и направление полёта. Венесуэльский стрижик (Streptoprocne phelpsi) отличается глубокой вилкой на хвосте. Обитающий на той же территории в Коста-Рике чёрный американский стриж (Cypseloides niger) заметно крупнее, обычно имеет вилку на хвосте. Оперение головы у него в целом светлее, но белые пятна отсутствуют. Больше всего на пятнистолобого американского стрижа похож белогорлый американский стриж. Рассмотреть белое пятно на подбородке часто не представляется возможным, но контрастные пятна вокруг глаз у пятнистолобого американского стрижа более заметны при хорошей видимости. Кроме того, белогорлый американский стриж отличается квадратным хвостом и более развитыми стержнями на перьях хвоста. Его полёт напоминает летучих мышей, которые также постоянно машут крыльями.
При идентификации в руках у пятнистолобого американского стрижа такая же маленькая нога, как у чёрного и тёмного (Cypseloides fumigatus) американских стрижей. По отношению длины крыла к размеру ноги данный вид находится между тёмным и белогорлым американскими стрижами, располагаясь рядом с сумеречным американским стрижом, но в силу более крупных размеров последнего его нога заметно крупнее.
По сравнению с иглохвостами (Chaetura) схожего размера, у пятнистолобого американского стрижа хвост длиннее, силуэт в полёте также вытянут, а крылья расположены ближе к голове. Кроме того, этот вид более равномерно окрашен снизу.

### Поведение
В национальном парке Анри Питтье в Венесуэле во время сильного тумана после заката были отмечены привлечённые светом дезориентированные пятнистолобые американские стрижи. Их неожиданное поведение, не свойственное остальным стрижам в регионе, было отмечено многими учёными. Американский орнитолог Чарльз Коллинз (англ. Charles T. Collins) поймал птицу руками. Он предположил, что американские стрижи питаются позже остальных тропических стрижей и могут испытывать проблемы с поиском подходящих мест для ночлега или чтобы пересидеть плохую погоду. Похожая сегрегация была отмечена у саланган в Индонезии.
29 августа 1986 года на реке Тириби в Коста-Рике Марин и Стайлс наблюдали пару стрижей, которые отдыхали на скале около недостроенного гнезда. Одна из птиц упиралась на полностью расправленный хвост, крылья были свободно опущены, а голова повёрнута вбок. Вторая птица устроилась на плечах или на спине первой, с полностью расправленным хвостом, упирающимся в её спину. Крылья и хвосты у обеих птиц были в одинаковой позиции, оперение взъерошенное. Учёные не уверены, является ли это поведение типичным для пятнистолобых американских стрижей.
Вокализация пятнистолобого американского стрижа состоит из коротких сигналов «tip» или «pip». Птицы часто повторяют позывки, иногда по несколько раз, как трещотку, которую они плавно завершают «tip…tip…tip…titititititi…tew…tew…tew». По ночам стрижи остаются на гнезде или около него. Птицы реагируют на свет лампы и издают много щёлкающих звуков, возможно, являющихся рудиментарными попытками эхолокации, чем напоминают белогорлых американских стрижей. Во время возвращения в гнездо после заката такие щелчки отсутствуют, а основным способом ориентации в пространстве остаётся зрение, у пятнистолобого американского стрижа масса глаз составляет 5,5 % от массы тела. Возможно, эхолокация используется как вспомогательное средство в более тёмных условиях.
В Ранчо-Гранде (исп. Rancho Grande) в национальном парке Анри Питтье учёные обнаружили двух пятнистолобых американских стрижей, пойманных вечерним соколом (Falco rufigularis).

## Распространение
Ареал пятнистолобого американского стрижа изучен слабо, он включает территории в Коста-Рике, Эквадоре, Колумбии и Венесуэле. Достоверно известно, что птицы гнездятся на тихоокеанском склоне Центральной Кордильеры на юго-западе Коста-Рики, в прибрежных районах штата Арагуа на севере Венесуэлы, в провинциях Пичинча и Напо на севере Эквадора. В Колумбии птиц отмечали в департаменте Каука на западном склоне Анд, в том числе в окрестностях административного центра — города Попаян; в городе Ибаге департамента Толима и в городе Сан-Хиль департамента Сантандер в центральной части Анд; в городе Соата в департаменте Бояка — на восточном склоне. Немногочисленные отметки в различных регионах позволили расширить ареал, общая площадь которого, по данным Международного союза охраны природы, составляет 1 240 000 км².
Основной средой обитания пятнистолобого американского стрижа являются горы, их всегда отмечали на высоте от 1100 до 2200 м. Птицы предпочитают горные вечнозелёные леса, в Коста-Рике — глубокие узкие ущелья. Были также отмечены над покрытой кустарником саванной в провинции Пунтаренас в Коста-Рике.
Информация о миграции пятнистолобого американского стрижа отсутствует. В Венесуэле и Коста-Рике птиц отмечали на протяжении большей части года, и, возможно, на территории этих стран они ведут оседлый образ жизни. Отметки в Колумбии, сделанные в январе, скорее всего, не связаны с миграцией или кочёвками птиц.

### Охранный статус
Международный союз охраны природы относит пятнистолобого американского стрижа к видам, для оценки угрозы которым недостаточно данных. Вместе с тем пятнистолобый американский стриж считается одним из самых редких неотропических стрижей. Коллинз в 1980 году отмечал, что шкурки и скелеты птиц были получены только 12 исследователями в четырёх районах: два в Коста-Рике и по одному в Колумбии и Венесуэле. К тому времени было известно о 18 шкурках и 2 скелетах пятнистолобого американского стрижа. К 1992 году в список добавился ещё один район обитания пятнистолобого американского стрижа в Коста-Рике.
Ещё в 1940 году американский орнитолог Джеймс Ли Питерс полагал, что вид обитает только в окрестностях вулкана Ирасу в Коста-Рике, так как в коллекции Национального музея США было только две шкурки, полученные в этом регионе, при этом происхождение второй шкурки остаётся неясным. В 1945 году американский орнитолог Джон Тодд Зиммер исследовал несколько экземпляров птиц, переданных в научный центр в Боготе для идентификации (собраны в 1939 году в департаменте Сантандер в Колумбии), один из них принадлежал пятнистолобому американскому стрижу, другие позволили описать новый вид — белогорлого американского стрижа. В феврале 1948 года во время сильного тумана пятнистолобые американские стрижи были впервые отмечены в Ранчо-Гранде в Венесуэле (современный национальный парк Анри Питтье), к июню того же года в парке было зафиксировано 9 птиц, большей частью между 7:30 и 9:30 вечера. Их продолжили отмечать в окрестностях Ранчо-Гранде и дальше, в частности, были получены тушки пятнистолобого американского стрижа, при этом отметки в сентябре и октябре отсутствуют. 12 ноября 1966 года Коллинз руками поймал птицу, сидящую около уличного фонаря во время сильного тумана. В 1968 году к пятнистолобым американским стрижам было отнесено ещё несколько экземпляров из коллекции Британского музея естественной истории, полученных Сесилем Андервудом 9 августа 1898 года. Почти через сто лет после первоначального описания, в июне 1971 года, был найден ещё один экземпляр в Центральной Америке — в провинции Пунтаренас в Коста-Рике. Только в 1976 году в окрестностях Ранчо-Гранде были впервые обнаружены гнёзда пятнистолобых американских стрижей, а в 1992 году были опубликованы результаты подробного исследования размножения этого вида, проводимого Марином и Стайлсом в Коста-Рике. Позднее к ним добавились исследования в Эквадоре и Колумбии.
В отсутствие достаточного количества информации учёные полагают численность пятнистолобого американского стрижа стабильной. Известные места размножения в Венесуэле и Эквадоре находятся под охраной. Созданы национальный парк Анри Питтье, частный заповедник Кабаньяс-Сан-Исидро (исп. Cabañas San Isidro) и биологическая станция Янаяку (англ. Yanayacu Biological Station).

## Питание
Учёные проанализировали содержание двух болюсов и двух желудков пятнистолобых американских стрижей в Эквадоре. Среди 719 содержащихся в них насекомых 87 % принадлежало перепончатокрылым (Hymenoptera) и полужесткокрылым (Hemiptera). Согласно этим исследованиям, 44,5 % насекомых имеют размеры до 3 мм, а 87,3 % — от 1 до 4 мм.
На основании отсутствия стай птиц, похожих на пятнистолобого американского стрижа, Марин и Стайлс сделали вывод, что они питаются поодиночке, в парах или в небольших группах либо присоединяются к крупным стаям стрижей на границе штормовых фронтов. В частности, в Коста-Рике птиц видели вместе с красношейными американскими стрижами. В департаменте Каука в Колумбии их отмечали в конце сентября — начале октября в смешанных стаях с ошейниковым (Streptoprocne zonaris), красношейным, белогорлым, белогрудым (Cypseloides lemosi) и чёрным (Cypseloides niger borealis) американскими стрижами, где они охотились на роящихся мелких насекомых. В смешанных стаях они предпочитают питаться выше остальных стрижей. Коллинз полагает, что редкость полевых наблюдений пятнистолобых американских стрижей связана с тем, что они питаются очень высоко в воздухе.
Американские стрижи, включая пятнистолобого, могут питаться позже симпатрических видов.

## Размножение
Начало сезона размножения у пятнистолобого американского стрижа связано не с началом сезона дождей, а с более поздними сильными дождями. В Венесуэле активные гнёзда были отмечены с июля по август. В Эквадоре птицы откладывают яйца предположительно с конца апреля по начало июня, в Коста-Рике — с конца мая по середину июля. В этом регионе пятнистолобый американский стриж откладывает яйца немного позже, чем белогорлый, и в одно время с ошейниковым.

### Гнёзда
Пятнистолобый американский стриж строит гнёзда в более разнообразных условиях, чем остальные американские стрижи. Учёные обнаружили в Коста-Рике более влажные гнёзда, как у белогорлого американского стрижа, и более сухие гнёзда, как у красношейного. Они могут скрываться за водопадами или свисающими растениями, но встречаются гнёзда, построенные открыто, вдалеке от падающей воды. Даже в этом случае они расположены в тёмном месте с влажностью не ниже 95—98 %, по другим данным — не ниже 90 %. Обычно гнездо располагается на небольшом выступе под углом примерно 45°, иногда в нише, на высоте от 1 до 5 м над водой. В некоторых случаях угол наклона может достигать 65—70°. Марин и Стайлс отмечали частично достроенное гнездо, расположенное на поверхности с углом наклона 30—35°.
В зависимости от доступного места, гнездо представляет собой чашу или получашу, построенную из минимального количества материалов. На плоском основании гнёзда крупнее и напоминают постройки красношейного американского стрижа. Во влажных местах в основании гнезда лежит много грязи, а само оно построено из мхов и печёночников, украшено бамбуковыми листьями и папоротниками. При отсутствии достаточно количества мха в гнёзда попадают листья сосудистых растений.
Гнёзда очень сильно насыщены водой: у одного из гнёзд масса во влажном и в сухом состоянии составляла 90,5 и 24,5 г соответственно. Высота гнезда в среднем составляет 56 мм, длина вдоль выступа — 104 мм, поперёк выступа — 68,2 мм. Углубление в центре имеет размеры 63,7 × 39,6 × 18 мм. На строительство гнезда требуется не меньше месяца. Как и другие американские стрижи, пятнистолобый может использовать гнездо на протяжении нескольких лет.
В Эквадоре в 1990 году в 3 метрах от гнезда пятнистолобого американского стрижа было отмечено гнездо андского скального петушка (Rupicola peruviana). В последующие годы петушки строили гнёзда непосредственно на гнёздах стрижей, ломая их. На востоке Эквадора пятнистолобые американские стрижи гнездятся в тех же местах, что и красношейные, но в другое время. На Ранчо-Гранде их гнёзда были обнаружены в непосредственной близости друг от друга. Когда птенец пятнистолобого американского стрижа только вылупился, приблизительный возраст птенца красношейного составлял 3—4 дня.

### Яйца и птенцы
В кладке обычно одно яйцо белого цвета, часто вытянутое. Размер яйца в среднем составляет 25,44 × 16,63 мм при массе 3,7 г, что составляет 16,4 % от массы взрослой птицы. Инкубационный период пятнистолобого американского стрижа в Коста-Рике составляет 26—28 дней, в это время родители довольно редко меняются на гнезде. Они оба могут насиживать яйцо, при этом когда одна птица сидит на яйце, вторая остаётся рядом, на краю гнезда. Взрослые птицы в Коста-Рике продолжали защищать птенца до его вылета из гнезда, в других регионах они отсутствовали около гнезда в течение дня.
Птенцы появляются на свет голыми и слепыми. У них кожа светло-серого цвета сверху и телесного снизу, клюв и ноги розовато-серые, хорошо заметен белый яйцевой зуб, который пропадает на 25—26-й день. К 6-му дню на спине у птенцов появляется серый пух, а на 13-й день голой остаётся только голова со сморщенной черноватой кожей. На 16-й день у птенцов открываются глаза, голым остаётся только затылок. К 20—22-му дню появляются рулевые перья и внутренние первостепенные маховые перья, под пухом начинают расти контурные перья взрослого оперения. На 29-й день контурные перья во многих местах перерастают пух, затылок покрывается перьями. Первые 25—30 дней птенцы быстро набирают массу. Длина крыла почти не растёт первые две недели, а затем демонстрирует постоянный равномерный рост. На 44-й день второстепенные и внутренние первостепенные маховые перья вырастают почти полностью, а внешние первостепенные маховые перья и хвостовые перья достигают половины длины. В этом возрасте пятно за глазом меньше, чем пятно перед глазом. На 57-й день длина внешних первостепенных маховых перьев достигает 80 %. На 65—70-й день птенцы вылетают из гнезда.
Птенцы очень тихие, они никогда не шумят при приближении взрослых птиц и первые 6—7 недель после появления на свет демонстрируют замедленное поведение. У некоторых птенцов такое состояние наблюдается до 60-го дня, хотя это может быть связано с малым количеством пищи или влиянием паразитов. Известно, что в гнёздах «сухого» типа на пятнистолобых американских стрижах могут паразитировать настоящие мухи (Muscidae). Более активные птенцы с 50 дней демонстрируют агрессивное поведение, в целом свойственное птенцам американских стрижей. Марин и Стайлс отметили, что птенцы пятнистолобого американского стрижа поднимают крылья, а также приподнимаются, чтобы казаться крупнее.

## Систематика
Пятнистолобый американский стриж был описан американским орнитологом Робертом Риджуэем в 1893 году на основе единственного экземпляра, полученного Джорджем Черри в окрестностях вулкана Ирасу в Коста-Рике. Ввиду своих малых размеров вид иногда группируют с красношейным американским стрижом, который в настоящее время учёные относят к роду Streptoprocne.
Международный союз орнитологов относит пятнистолобого американского стрижа к американским стрижам (Cypseloides) и не выделяет подвидов.